# Cardioglossa gratiosa
Cardioglossa gratiosa är en groddjursart som beskrevs av Jean-Louis Amiet 1972. Cardioglossa gratiosa ingår i släktet Cardioglossa och familjen Arthroleptidae. IUCN kategoriserar arten globalt som livskraftig. Inga underarter finns listade.